# Cantó de Le Lude
El cantó de Le Lude és un cantó francès del departament de Sarthe, situat al districte de La Flèche. Té 9 municipis i el cap es Le Lude.

## Municipis
- Chenu
- Dissé-sous-le-Lude
- La Bruère-sur-Loir
- La Chapelle-aux-Choux
- Le Lude
- Luché-Pringé
- Saint-Germain-d'Arcé
- Savigné-sous-le-Lude
- Thorée-les-Pins

## Història
| Data d'elecció                           | Identitat             | Partit           | Qualitat |
| ---------------------------------------- | --------------------- | ---------------- | -------- |
| 1945-1949                                | M. Hérin              | Divers droite    |          |
| 1949-1964                                | François de Nicolaÿ   | CNIP             |          |
| 1964-1985                                | Guy de Nicolaÿ        | RI, després UDF  |          |
| 1985-                                    | Louis-Jean de Nicolaÿ | UDF, després UMP |          |
| les dades anteriors no són pas conegudes |                       |                  |          |
|                                          |                       |                  |          |

## Demografia
| A partir de 1990: Població sense dobles comptes |